# Julius Grosse

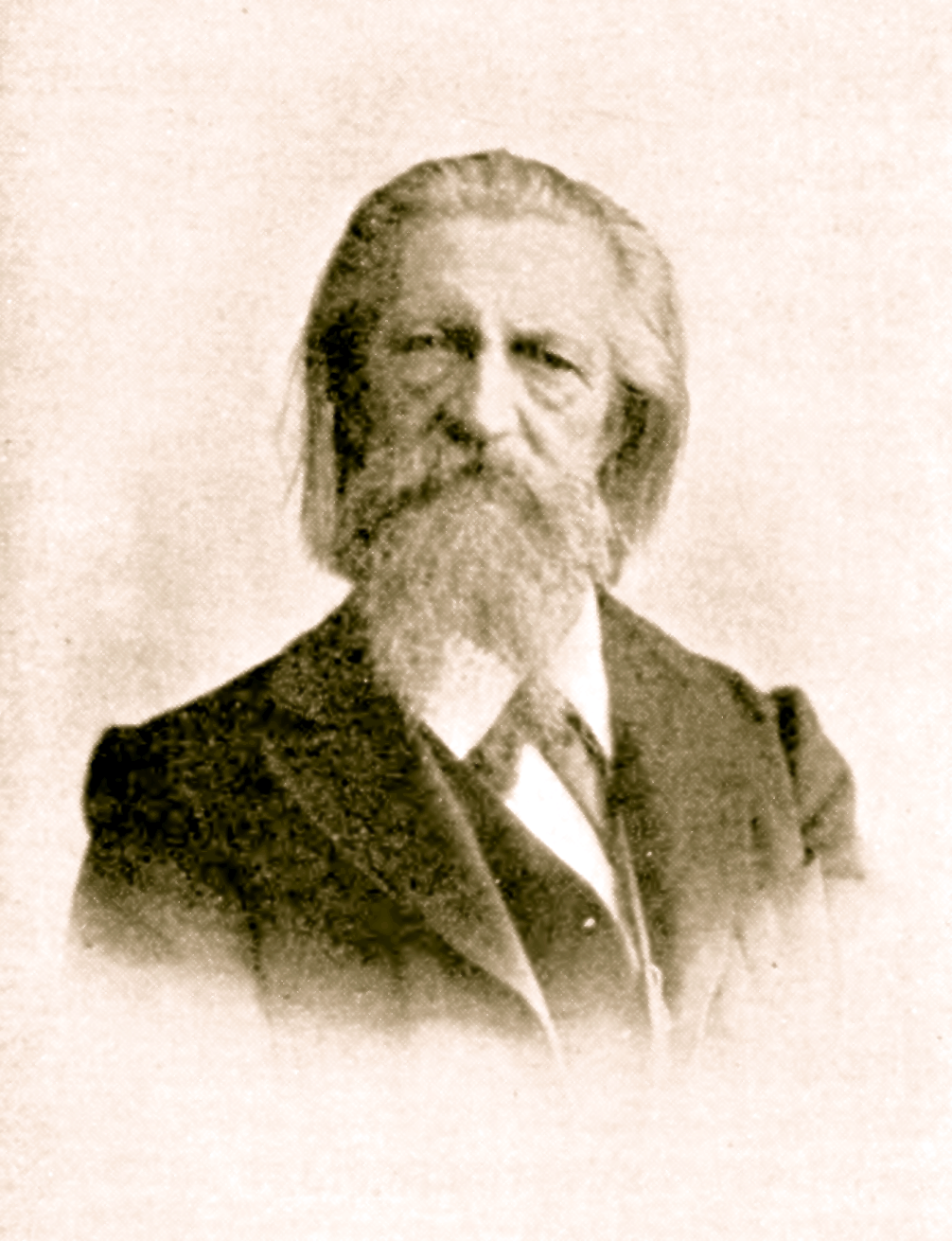
Fotografie vor 1897

Julius Waldemar Grosse (* 25. April 1828 in Erfurt; † 9. Mai 1902 in Torbole, Italien) war ein deutscher Schriftsteller (Pseudonym: Otfried von der Ilm) und Theaterkritiker.

## Leben
Julius Grosse, der Sohn eines Militärgeistlichen, studierte ab 1849 in Halle (Saale) Rechtswissenschaft. Während seines Studiums wurde er 1849 Mitglied der Burschenschaft Fürstenthal. In den nächsten Jahren entstanden frühe Dramen. 1851 wurden seine Erstlinge, die Tragödie Cola di Rienzi und die komische Nachtpartie Shakespeare mit solchem Erfolg aufgeführt, dass Grosse sich zum Abbruch des Studiums entschied.
1852 zog er nach München, das damals Künstler aus dem ganzen deutschen Sprachraum anzog. Vorübergehend versuchte sich Grosse an der Leinwand und studierte bis 1855 Malerei an der Akademie. Gemeinsam mit dem Freund, Großdichter und späteren Literaturnobelpreisträger Paul Heyse gründete er 1854 die Literatengruppe „Die Krokodile“, einen Zusammenschluss zumeist norddeutscher Schriftsteller in München. 1855 bis 1861 war Grosse als Theaterkritiker für das Feuilleton bei der Neuen Münchner Zeitung angestellt. Nach einem Intermezzo als Redakteur bei der Leipziger Illustrirten Zeitung kehrte er 1862 in die Bayernhauptstadt zurück und arbeitete für die Bayrische Zeitung, bis diese fünf Jahre später ihr Erscheinen einstellte. Grosse indes hatte als Nachfolger Goethes in der Rolle als Herausgeber der Zeitschrift Propyläen und Beirat des Hoftheaters genügend andere Beschäftigung.
Ab 1869 lebte Grosse abwechselnd in Dresden und Weimar, wo er sich wegen seiner neuen Tätigkeit als Generalsekretär der Schillerstiftung aufhalten musste. Schon 1870 bzw. 1871 bis 73 erschienen mit den Gesammelten dramatischen Werken und den Erzählenden Dichtungen Werkausgaben des Schriftstellers. 1885 bezog Grosse wieder festen Wohnsitz in München. Geehrt als Großherzoglicher Hofrat und Professor starb er 1902 am Gardasee im Alter von 74 Jahren.

## Literarisches Schaffen
Grosse war einer der produktivsten Schriftsteller seiner Zeit. Seine Bühnenstücke gerieten zwar kaum je zu großen Publikumserfolgen, umso mehr seine Gedichte und Prosatexte. Meyers Konversationslexikon schrieb Ende des 19. Jahrhunderts über den Autor:
Grosses Dichtertalent zeichnet sich nach der Seite lebendiger Phantasie, farbiger Schilderung und sprachlicher Gewandtheit entschieden aus, leidet aber durch die übergroße Beweglichkeit, mit welcher der Dichter Stoffe in sich aufnimmt, zu denen ihm das nähere Verhältnis fehlt, und die er daher nur äußerlich zu behandeln vermag. Das Beste leistet er in der Lyrik und dem erzählenden Gedicht; für das Drama fehlt ihm die Energie der Charakteristik und der unmittelbaren Leidenschaft.

## Werke (Auswahl)
- Romanze, Ballade
- Gedichte (1857), Gedichtsammlung
- Die Ynglinger (1858), Tragödie
- Das Mädchen von Capri (1860), Gedicht
- Novellen (1862–63)
- Gundel vom Königssee. Idyll in Versen (1864)
- Vox populi (1867), Erzählungen
- Untreu aus Mitleid (1868), Novelle
- Aus bewegten Tagen (1869), Gedichtsammlung
- Eine alte Liebe (1869), Novelle
- Ein Revolutionär (1869), Novelle
- Pesach Pardel (1869 od. 70), komisches Gedicht
- Wider Frankreich (1870), Gedichte
- Maria Mancini (1871), Novelle
- Hilpah und Shalum, eine vorsündflutliche Geschichte (1871)
- Der Wasunger Not, ein tragikomisches Heldenlied (1873)
- Offene Wunden (1873), Novellen
- Daponte und Mozart (1874)
- Die Abenteuer des Kalewiden. Estnisches Volksmärchen (1875)
- Neue Erzählungen (1875)
- Sophie Monnier (1876), Novelle
- Tiberius (1876), Drama
- Sophie Monnier (1876), Novelle
- Zweierlei Maß (1878)
- Gedichte. Neue Auswahl. (1882)
- Ein bürgerlicher Demetrius (1884)
- Der getreue Eckart (1885)
- Ein Frauenlos (1888), Novelle
- Vetter Isidor. In: Deutscher Novellenschatz. Hrsg. von Paul Heyse und Hermann Kurz. Bd. 20. 2. Aufl. Berlin, [1910], S. 103–236. In: Weitin, Thomas (Hrsg.): Volldigitalisiertes Korpus. Der Deutsche Novellenschatz. Darmstadt/Konstanz, 2016 (Digitalisat und Volltext im Deutschen Textarchiv)
- Ursachen und Wirkungen. Lebenserinnerungen (1896)